# Stadio Flaminio
Stadio Flaminio is een stadion in Rome. Het is gelegen aan de Via Flaminia, drie kilometer ten noordwesten van het centrum. Het stadion heeft een capaciteit van 24.973 toeschouwers. Alleen de hoofdtribune, met een capaciteit van 8000, is overdekt.  Het stadion is gebouwd voor de Olympische Spelen van 1960 in Rome, waar ooit het Stadio Nazionale stond.  Tussen 1911 en 1953 was de Stadio Nazionale tevens het stadion van voor Rome's oudste voetbalteam S.S. Lazio.

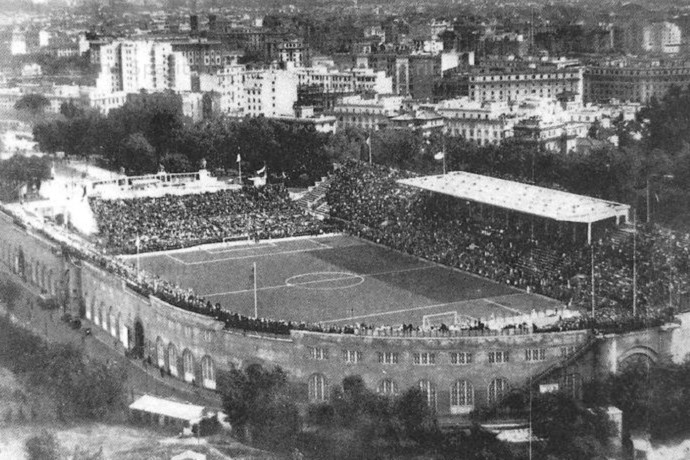
Roma 1930 - Stadio Nazionale PNF

## Gebruik
Het stadion werd laatst gebruikt voor de thuiswedstrijden van de voetbalclub AS Cisco Roma, dat toen uitkwam in de Serie C van 2004.  Eind jaren '80 werden de stadsderby's tussen S.S. Lazio en A.S. Roma hier gespeeld, wegens de verbouwing aan het Stadio Olimpico, voor het WK voetbal 1990.
Het stadion werd ook vaak gebruikt voor het nationale rugbyteam van Italië. Toen Italië in 2000 mee ging doen aan het Zeslandentoernooi wonnen ze hun eerste wedstrijd hiervoor met 34-20 van Schotland, in het Stadio Flaminio. Al hun verdere thuiswedstrijden voor het Zeslandentoernooi hebben ze in Stadio Flaminio gespeeld. De allereerste rugbywedstrijd in Stadio Flaminio was in 1935, toen Italië met 44-6 verloor van Frankrijk.
De gebouwen behorende bij het stadion bevatten ook een overdekte zwembad en ruimtes voor schermen, worstelen, gewichtheffen, boksen en turnen.

## Historie
Het Stadio Flaminio werd in 1927 gebouwd als een stadion van de Italiaanse fascistische partij. Op de plaats waar het stadion gebouwd werd stond al een bouwwerk dat in 1911 werd gebouwd naar aanleiding van vijftig jaar Italiaanse eenwording. Als grootschalige renovatie werd het huidige stadion gebouwd in 1957, de ingebruikname volgde in 1959. Het stadion werd ontworpen door Pierluigi en Antonio Nervi.